# Dionicio Cerón
Dionicio Cerón Pizarro (né le 9 octobre 1965 à Toluca) est un athlète mexicain spécialiste du marathon.

## Carrière
En 1990, Dionicio Cerón remporte le semi-marathon de Philadelphie et établit un nouveau record du monde de la discipline en 1 h 00 min 46 s, améliorant la précédente meilleure marque mondiale de l'Américain Mark Curp. Il se distingue durant l'année 1993 en remportant les marathons de Rotterdam, de Fukuoka et de Mexico. Il remporte trois fois d'affilée le marathon londonien en 1994, 1995 et 1996.
Le 12 août 1995, le Mexicain termine deuxième des Championnats du monde de Göteborg derrière l'Espagnol Martín Fiz. Il établit à cette occasion la meilleure performance de sa carrière sur marathon en signant le temps de 2 h 12 min 13 s.
Il participe à trois Jeux olympiques consécutifs, de 1992 à 2000.

## Palmarès
| Date | Compétition           | Lieu     | Résultat | Performance     |
| ---- | --------------------- | -------- | -------- | --------------- |
| 1995 | Championnats du monde | Göteborg | 2e       | 2 h 12 min 13 s |

## Records personnels
| Épreuve       | Performance     | Date            | Lieu     | Compétition           |
| ------------- | --------------- | --------------- | -------- | --------------------- |
| 5000 mètres   | 13 min 52 s 56  | 4 juin 1994     | Hengelo  |                       |
| 10 000 mètres | 28 min 55 s 30  | 29 juin 1994    | Helsinki |                       |
| Semi-marathon | 1 h 00 min 28 s | 23 janvier 1994 | Tokyo    |                       |
| Marathon      | 2 h 12 min 13 s | 12 août 1995    | Göteborg | Championnats du monde |